# Topologia di sottospazio
In topologia, un sottoinsieme di uno spazio topologico eredita anch'esso una topologia, detta topologia di sottospazio o più semplicemente topologia indotta.

## Definizione
Se {\displaystyle Y} è un sottoinsieme di uno spazio topologico {\displaystyle X}, la topologia indotta su {\displaystyle Y} dalla topologia su {\displaystyle X} è la seguente: un sottoinsieme {\displaystyle U} di {\displaystyle Y} è aperto se e solo se esiste un aperto {\displaystyle V} di {\displaystyle X} tale che {\displaystyle V\cap Y=U}. In altre parole, gli aperti di {\displaystyle Y} sono le intersezioni degli aperti di {\displaystyle X} (cioè gli aperti {\displaystyle V}) con {\displaystyle Y}. La topologia indotta si dice anche topologia relativa di {\displaystyle Y} in {\displaystyle X}.
Normalmente si assume che un sottoinsieme di uno spazio topologico abbia la topologia indotta. Considerato come spazio topologico con la topologia relativa, {\displaystyle Y} si dice sottospazio topologico (o brevemente sottospazio) di {\displaystyle X}, mentre {\displaystyle X} si dice spazio ambiente.
Alternativamente, si può definire la topologia su {\displaystyle Y} in uno dei modi seguenti:
- La topologia su {\displaystyle Y} è la meno fine fra tutte quelle che rendono la mappa inclusione {\displaystyle i\colon Y\to X} continua.
- La topologia su {\displaystyle Y} è l'unica che soddisfi la seguente proprietà universale: Per ogni spazio topologico {\displaystyle Z} una applicazione {\displaystyle f\colon Z\to Y} è continua se e solo se lo è la sua composizione {\displaystyle i\circ f\colon Z\to X} con l'inclusione {\displaystyle i\colon Y\to X}.

## Esempi
- I numeri interi {\displaystyle \mathbb {Z} } vengono normalmente considerati con la topologia indotta dai numeri reali {\displaystyle \mathbb {R} }. Tale topologia sui numeri interi è quella discreta.

- Anche i numeri razionali {\displaystyle \mathbb {Q} } vengono normalmente considerati con la topologia indotta dai numeri reali {\displaystyle \mathbb {R} }, ma questa non è discreta.

- Consideriamo l'intervallo {\displaystyle I=[0,1]} con la topologia indotta da {\displaystyle \mathbb {R} }. Il sottoinsieme {\displaystyle (0,1]} è aperto in {\displaystyle I} ma non in {\displaystyle \mathbb {R} }.

## Proprietà
- Intersecando tutti gli aperti di una base di {\displaystyle X} con {\displaystyle Y} si ottiene una base per {\displaystyle Y}.
- Se {\displaystyle X} è uno spazio metrico, la metrica ristretta ad {\displaystyle Y} induce la topologia del sottoinsieme.
- Se {\displaystyle X} è compatto e {\displaystyle Y} è chiuso allora {\displaystyle Y} è anch'esso compatto.
- Se {\displaystyle X} è di Hausdorff allora anche {\displaystyle Y} lo è.
- Gli insiemi chiusi di {\displaystyle Y} sono le intersezioni di {\displaystyle Y} con gli insiemi chiusi di {\displaystyle X}.